# Dvorski apsolutizam
Dvorski apsolutizam oblik je vladavine nastao za vrijeme kraljevanja Luja XIV. u Francuskoj. Temelji se na apsolutističkom načelu vladavine po kojem vladar tj. monarh, ima svu vlast kada je u pitanju donošenje ili primjenjivanje zakona. Također, smatralo se da sav suverenitet države pripada kralju, kao i "vlasništvo" nad cijelom državom. Kralj je bio iznad zakona, te nije morao odgovarati za svoje postupke narodu niti Crkvi, pošto se za njegovu vlast smatralo da dolazi od Boga, te je jedino pred njim kralj bio odgovoran.

## Dvorski apsolutizam - Versailles
Sam naziv ovog oblika vladavine dolazi od rezidencije francuskih vladara, dvorca Versailles nekoliko km udaljenog od Pariza. Moć Luja XIV. kao apsolutističkog vladara bila je temeljena na ogromnoj stajaćoj vojsci, velikom broju činovnika i raskošnom dvoru na kojem je Luj XIV. "držao" plemiće kako bi ih imao pod svojim nadzorom, te time smanjio potencijalno jačanje nekih plemića ili mogućnost da ga netko od njih svrgne s prijestolja. Također, zbog društvenih normi koje su vladale u ono vrijeme, za plemiće je bila nužna prisutnost oko vladara kako bi zadržali svoj društveni rang. Ipak, vladari dvorskog apsolutizma morali su poštovati određene pravne odnose prema plemstvu (kao npr. da plemstvo ne plaća porez, živi od prihoda sa svojih posjeda i zadržava prava nad seljacima sve do reformi prosvjećenog apsolutizma). 
Centralizacijom vlasti ukinute su neke od povjesnih pokrajina koje su bile uporište samostalnosti plemstva, čime ono istovremeno gubi ulogu pokrajinskih suvladara ili partnera u vlasti. Time se neprestano vode sukobi između kralja i plemstva (kralj, naravno, izlazi kao pobjednik u većini slučajeva), pa se može reći da stvaranje dvorskog apsolutizma neizbježno za sobom dovodi i sukobe. Primjer takvog sukoba je i urota Zrinsko-Frankopanska protiv središnje vlasti Habsburške Monarhije. I Zrinski i Frankopan bili su pogubljeni zbog ovoga, što ocrtava još jedan aspekt vladareve moći.
Zbog velikog izdatka novca koje su ovi navedeni čimbenici vlasti zahtijevali, Francuska se okreće merkantilizmu, ekonomskoj teoriji prema kojoj moć države ovisi o količnini zlata i srebra kojeg ta država posjeduje, a što se postiže izvoznom trgovinom. Tj. prema merkantilizmu, izvoz uvijek mora biti veći od uvoza, jer je uvoz rasipanje kapitala. Zato je Francuska u ono doba veću pozornost pridavala gospodarstvu (što za vlastitu upotrebu, što za daljnji izvoz), manufakture je financirala država, no i sami dvor. 

## Rasprava o Suverenosti
Jean Bodin, francuski pisac i mislilac 16. stoljeća, bio je glavni teoretičar dvorskog apsolutizma. Prema njemu, iznad suverenosti je samo Bog i prirodno pravo, prema čemu vladar ima neograničenu vlas i ne odgovara nikome.
Ova je tvrdnja za vrijeme prosvjetiteljstva (17./18. stoljeće) dovedena u pitanje, što je otvorila Rasprava o Suverenosti, čiji će tijek obilježiti nekoliko francuskih filozofa ali i donijeti promjenu u način shvaćanje vlasti jedne države.
Bodinocu teoriju prihvatio je i nastavio Thomas Hobbes u dijelu Levijatan, gdje tvri da ljudi u prirodnom stanju vode rat "svih protiv sviju", i da je jednini izlaz iz prirodnog stanja sklapanje društvenog ugovora, na temelju kojeg se onda bira vladar čija suverenost treba biti neograničena. Nakon Hobbsa u raspravu se ukljućuje John Locke, osnivatelj filozofije empirizma. Locke prihvaća društveni ugovor, ali u svom dijelu Dvije rasprave o vladavini govori kako suverenost proizlazi iz naroda koju ju predaje vladaru, te je kao takvu može i silom oduzeti. Čovjek je, prema Lockeu, u početku tabula rasa (prazna ploča) čime sva spoznaja postaje rezultat iskustva; ovom idejom utemeljen je empirizam. Raspravu nastavlja Jean-Jacques Rousseau djelom O društvenom ugovoru, gdje brani nedijeljivost naroda.

## Utjecaj dvorskog apsolutizma
Dvorski apsolutizma ostvaio je svoj utisak na Europske države tijekom 18. stoljeća postavši široko prihvaćeni obrazac vlasti. Francuska monarhija svojom je raskoši (i rasipnosti) bila uzor mnogim manjim i novonastalim europskim državama, koje zbog toga često upadaju u financijske neprilike zbog pokušaja neuspješnog kopiranja Versaillskog bogatstva.

## Vanjske poveznice
- Apsolutizam   Arhivirana inačica izvorne stranice od 31. kolovoza 2009. (Wayback Machine)
- Tekst Leviathana
- Jean Jacques Rousseau